# Erich Gamma
Erich Gamma (Zürich, 1961. március 13. –) svájci számítógép tudós és társszerzője a korszakos jelentőségű Programtervezési minták: Újrafelhasználható objektumorientált szoftver elemei című informatikai tankönyvnek. Társszerzője Kent Beckkel a JUnit szoftver tesztelési keretrendszernek, és vezető tervezője az Eclipse platform Java fejlesztői eszközkészletnek. Dolgozott továbbá az IBM Rational Jazz projektjén. 2011-ben csatlakozott a Microsoft Visual Studio csoportjához, azóta vezeti zürichi fejlesztési laboratóriumot.

## Interjúk és előadások
Egy 2005-ös interjújában Erich Gamma kifejtette: Úgy gondolom, hogy tervezési minták, mint egész, segíthet az embereknek megtanulni az objektumorientált gondolkodást: hogyan hasznosítható a többalakúság, a összetételen alapuló tervezés, a delegálás, egyensúlyi felelősségi körök, mely plugin-szerű viselkedés biztosít. A tervezési minták tovább megy az objektumokra való alkalmazáson pl. számos grafikus formai példával, osztályhierarchia formákkal és többalakú rajzoló metódussal. Ténylegesen megtanulható a többalakúság, amikor megértjük a tervezési mintákat. Tehát a tervezési minták egyaránt használhatók OOP tanulásra illetve általános tervezésre..

## Magyarul
- Programtervezési minták. Újrahasznosítható elemek objektumközpontú programokhoz; Erich Gamma et al., ford. Antal Ferenc, Rézműves László; Kiskapu, Budapest, 2004

## Fordítás
- Ez a szócikk részben vagy egészben  az   Erich Gamma című angol Wikipédia-szócikk ezen változatának fordításán alapul.  Az eredeti cikk szerkesztőit annak laptörténete sorolja fel. Ez a jelzés csupán a megfogalmazás eredetét és a szerzői jogokat jelzi, nem szolgál a cikkben szereplő információk forrásmegjelöléseként.